# ۶۰۰ مایل
«۶۰۰ مایل» (اسپانیایی: 600 Millas‎) یک فیلم درام مکزیکی است که در سال ۲۰۱۵ منتشر شد.این فیلم در بخش چشم انداز شصت و پنجمین جشنواره بین‌المللی فیلم برلین به نمایش درآمد.